# Wawrzyniec z Raciborza
Wawrzyniec z Raciborza, Laurentius Nicolai Neuschie de Ratibor, inne formy nazwiska: Kaczer, Nueschin, (ur. ok. 1381 lub 1393  w Raciborzu, zm. 15 kwietnia 1448 w Krakowie) – polski uczony, teolog, kaznodzieja, profesor i dwukrotny rektor Akademii Krakowskiej, notariusz publiczny.

## Życiorys
Urodził się najprawdopodobniej w Raciborzu ok. 1381 lub 1393  w znanej rodzinie mieszczańskiej Keczerów. W rodzinnym mieście ukończył szkołę kolegiacką. Jerzy Rebeta podaje, że jego rodzina później osiadła w Krakowie. W 1402 roku rozpoczął studia na wydziale artium Akademii Krakowskiej. Według akademickiej metryki immatrykulował się w 1411 roku i został wpisany jako Laurencius Nicolai Nuschie. Później w księdze metrykalnej ktoś dokonał korekty Nuschie na Nueschie i dopisał de Raciborz. W 1414 roku uzyskał bakalaureat, a w 1416 roku magisterium nauk wyzwolonych. Następnie kontynuował studia na wydziale teologicznym. 12 sierpnia 1426 roku występował jako bakałarz biblijny (do roku 1428). Na wydziale teologii uzyskał magisterium (1432-1433), doktorat (10 lutego 1433) i profesurę (przed 21 sierpnia 1433) . Według Katherine Walsh Wawrzyniec w latach 1420–1421 wykładał matematykę, w tym arytmetykę, geometrię, optykę i teorię muzyki. W półroczach 1421/1422 oraz 1426/1427 był dziekanem wydziału sztuk wyzwolonych. W latach 1428–1429 był rektorem Akademii Krakowskiej. W 1431 roku był członkiem delegacji na sobór w Bazylei, gdzie potępiał stanowczo husytyzm. W spisie z 1441 roku znajduje się wśród profesorów Akademii Krakowskiej. W latach 1432–1446 był kanonikiem kapituły kolegiackiej przy kościele Wniebowzięcia Najświętszej Marii Panny w Raciborzu.
W czasie swojej całej kariery akademickiej, która trwała prawie 40 lat, wykładał na 3 wydziałach: sztuk wyzwolonych, teologii i dekretów. Traktaty te są cenione przez współczesnych uczonych. Wawrzyniec był także astronomem. W latach 20. XV wieku nauczał według podręcznika Theorica planetarum Bernarda Sabionetty. Natomiast będąc wykładowcą katedry Stobnera na wydziale artium opowiadał o Tablicach alfosyńskich. Skonstruował również zegar słoneczny oraz inne przyrządy astronomiczne. Ponadto do jego obowiązków należało obliczanie czasu wystąpienia zaćmień Słońca i Księżyca w kolejnym roku kalendarzowym.
Był kanonikiem kapituły przy kolegiacie św. Floriana na Kleparzu w Krakowie. Ponadto był kronikarzem przy kościele Wniebowzięcia Najświętszej Maryi Panny w Raciborzu, a z rodzinnym miastem utrzymywał kontakt aż do śmierci. W 1441 roku podarował temu kościołowi ornat koloru żółtego. 7 stycznia 1446 zlecił naszycie na wcześniej nabytym ornacie krzyża podobnego do tego, jaki znajdował się na ornacie kościoła Najświętszej Maryi Panny w Krakowie. Chciał nim obdarować krakowski kościół św. Floriana lub raciborski kościół farmy. Ponadto Akademii Krakowskiej podarował 6 cennych rękopisów.

## Twórczość
W 1440 roku Akademia Krakowska powołała specjalną komisję, która składała się z 20 teologów, kanonistów i filozofów, której zadaniem było wypowiedzenie się na piśmie na temat prawdziwości bądź fałszu poglądów koncyliarystycznych. Również Wawrzyniec napisał traktat noszący tytuł Determinatio Basiliensis. Był autorem kilku traktatów głoszących demokratyczną wyższość soboru na papieżem, które zatytułował Determinatio.

### Dzieła
- (1426) Principium in Bibliam, wykład w rękopisie,
- Determinatio Basiliensis,  rękopisy: Biblioteka Jagiellońska nr 770, 1217, 2502. 
  - Publikacja: (1900) wstęp i zakończenie traktatu w: J. Fijałek Mistrz Jakub w Paradyża, t. 1,
  - (1987) w: W. Bucichowski, Polskie traktaty koncyliarystyczne z połowy XV wieku, Warszawa,
- Kazania, w rękopisie: Biblioteka Jagiellońska nr 2246,
- (autorstwo sporne) Expositio Psalmi 118 "Beati immaculati", w rękopisie: Biblioteka Kapitulna w Krakowie nr 74,